# Volker Mehner

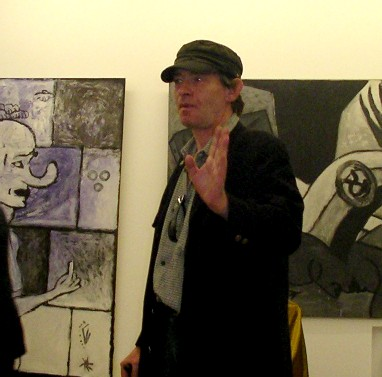
Volker Mehner während einer Ausstellungseröffnung im September 2009

Volker Mehner (* 15. August 1953 in Karl-Marx-Stadt) ist ein deutscher Maler und  Grafiker.

## Leben
Nach einer Ausbildung zum Maurer und mehreren Jahren Berufspraxis arbeitete Volker Mehner als Bühnenarbeiter und Bühnenmeister am Theater Chemnitz. Angeregt durch namhafte Dresdner Künstler wie Curt Querner, Werner Wittig, Max Uhlig und Carlfriedrich Claus beschäftigte er sich ab 1970 zunächst als Autodidakt mit der Malerei. Seit 1989 ist er als freischaffender Künstler tätig.
1990 verbrachte er im Rahmen eines Gastaufenthaltes der Akademie der Künste ein Jahr an der Villa Massimo in Rom. Von 1991 bis 1996 folgten mehrmonatige Studienreisen und Aufenthalte in Südafrika und in Lenzerheide (Schweiz), in den Jahren 2005 bis 2007 mehrere Reisen nach Irland und Nordirland, 2008 wiederum nach Südafrika.
Volker Mehner lebt und arbeitet in Berlin.

## Werk
Bei der Betrachtung von Volker Mehners Gesamtschaffen fällt auf, dass es sich temporär und inhaltlich in Zyklen widerspiegelt. So entstanden von 1979 bis 1988 Braunen Bilder, die mythologische Themen verarbeiteten, in den Jahren 1983 bis 1988 die Blauen Bilder und von 1986 bis 1990 die "Igel"- Bilder. Ab 1997 setzte er sich wiederholt mit der Technik des Holzschnittes auseinander.
Arbeiten von ihm sind im Bestand folgender Museen und Sammlungen zu finden: Galerie Neue Meister Dresden, Kupferstichkabinett Dresden, Albertina (Wien), Städtisches Museum Chemnitz, Berlinische Galerie, Sammlung Preußischer Kulturbesitz, Kupferstichkabinett Berlin, Sächsische Landesbibliothek – Staats- und Universitätsbibliothek Dresden, Kunstmuseum Basel, Kunstsammlung der Mannheimer Versicherungen, Klingspor-Museum Offenbach, Gutenberg-Museum Mainz, Schiller-Nationalmuseum Marbach, Boston Public Library, Deutsche Bücherei Leipzig, Deutsches Buch- und Schriftmuseum Leipzig und in der Sammlung des Stadtmuseums Jena.

## Ausstellungen (Auswahl)
Einzelausstellungen
- 1980 AURI SACRA FAMES -- Berliner Bilder, Ausstellung in privaten Räumen, Dresden
- 1985 AURI SACRA FAMES -- Berliner Bilder, Ausstellung in privaten Räumen, Berlin
- 1988 Baubo -- Die Gebärde, Galerie Steinstraße, Leipzig
- 1989 Blaue Serie -- Roh-Männ-Tick, Galerie Hänel, Frankfurt am Main und Ein Mann Schau, Forum Messe, Hamburg
- 1990 Galerie Hänel, Frankfurt am Main,
- 1991 Wenger Gallery, Los Angeles, Römisch 15, Galerie Hänel, Frankfurt am Main und Galerie Inselstr. 13, Berlin
- 1992 Art Gallery Lai, Schweiz und Ausstellung Heimspiel, Galerie Hübner & Thiel, Dresden
- 1993 E.T.A.Hoffmann, Heimspiel II, Galerie Hübner & Thiel, Dresden
- 1994 Galerie Simon, Wiesbaden, Galerie Hübner & Thiel, Dresden
- 1995 Galerie Mennonitenkirche, Neuwied, Romantiker in der Galerie Hübner & Thiel, Dresden und Galerie Kutscherhaus (Sammlung Stober), Berlin, Go on in der Primart Galery, Kapstadt, Südafrika
- 1999 Überfahrt, Museum Schloss Burgk, Burgk/Saale
- 2001 Ewige Weisheit, Schlossmuseum Sondershausen
- 2003 Digging -- Graben, zu Gedichten von S. Heaney, Cathedral Art Festival, Belfast, Nordirland
- 2004 Gold -- Brand, Galerie Gesellschaft, Berlin
- 2007 Gold-Brand Kunsthaus Hohenwalde, Uckermark und Engel in residence, Lungenklinik Heckeshorn, Berlin-Zehlendorf
- 2009 Der präfabrizierte Stoff aus meiner Biographie, Galerie art-private-room, Berlin
- 2015 Deutschlandbilder. Papierarbeiten 1985 – 2015, AusstellungsHalle, Frankfurt am Main

Ausstellungsbeteiligungen
- 1986 Bühnenbild und Ausstattung zur Kammeroper Monolog des G. (Musikfestspiele Dresden)
- 1988 Kunstszene DDR, Galerie Hänel, Frankfurt am Main
- 1989 Zwischenspiel, Künstlerhaus Bethanien, Berlin
- 1990 OP DE BRES, Museum Singer Laren, Laren (Noord-Holland) und Lines of Conflict Eugen Binder Gallery, Dallas/Texas
- 1991 No Germans to the Front, Rhenania Hallen, Köln
- 1992 Künstler dieser Stadt, Berliner Sezession
- 1993 Zehn Jahre Art Gallery Lai, Lenzerheide, Schweiz
- 1994 Tokolosh-Geister, Galerie im Portcenter, Rostock und FIVE O'Clock, Galerie Rähnitzgasse Dresden
- 1995 Reflexionen, Nassauischer Kunstverein, Wiesbaden
- 1996 Drei zu eins, Galerie im Parlament, Berlin
- 1997 Anzinger, Lüpertz, Mehner, Penck, Schön (Zeichnungen), Galerie Hübner & Thiel, Dresden
- 1998 Arbeiten zu Brecht, Galerie Pels-Leusden, Berlin
- 2001 Nachtsporn, Kunstverein Herzattacke, Berlin
- 2002 Doppel Queen Street Studios, Belfast, Nordirland
- 2003 Druckgrafik, Lemon Gallery, Temple Bar, Dublin, Irland
- 2010 Bild ist ein Bild ist ein Bild ist ein Bild, Galerie art-private-room, Berlin
- 2015 Das Unendliche im Endlichen – Romantik und Gegenwart, Städtische Museen Jena, Kunstsammlung Jena